# Eusebius (Kämmerer Constantius’ II.)
Eusebius († 361) war ein hochrangiger spätrömischer Beamter und Eunuch.
Eusebius stammte aus dem Sklavenstand. Er war vermutlich schon seit dem Antritt Constantius’ II. im Jahr 337 sein Oberkämmerer (praepositus sacri cubiculi). Damals war Constantius’ Vater Konstantin gestorben, seine Söhne folgten ihm als Kaiser nach. Eusebius bevorzugte in der theologischen Auseinandersetzung, welche die Politik im Reich in jenen Jahren nicht unwesentlich mitbestimmte, die Arianer. Er genoss das Vertrauen des Kaisers, was auch daraus ersichtlich ist, dass er etwa 354 in dessen Auftrag zu Liberius reiste, dem Bischof von Rom. Außerdem begleitete er Constantius auf mehreren Reisen. Dabei war er auch der Drahtzieher mehrerer Intrigen, wie gegen Athanasios; auch soll er sich auf Kosten seiner Opfer bereichert haben.
Im Fall der Hinrichtung des Constantius Gallus, eines Vetters des Kaisers, der als Caesar im Osten eingesetzt worden war, aber schließlich aufgrund von Fehlverhalten abgesetzt worden war, soll Eusebius jedoch den magister militum Ursicinus als größere Gefahr angesehen haben. Dennoch berichten andere Quellen, dass Eusebius angeblich eine Anordnung des Kaisers, seinen Vetter Gallus doch nicht hinzurichten, absichtlich verzögert und damit den Tod des Gallus im Jahr 354 herbeigeführt hatte. Eusebius war auch am Totenbett des Kaisers anwesend, als Constantius am 3. November 361 verstarb. Kurz darauf wurde Eusebius, dessen Karriere durchaus als außergewöhnlich angesehen werden darf und dem ein großer Einfluss auf den Kaiser unterstellt wurde, durch ein Gericht von Constantius’ Nachfolger Julian verurteilt und hingerichtet.